# Планинарски дом Чика Душко Јовановић
Планинарски дом Чика Душко Јовановић се налази на Рајцу, делу планине Сувобор, на асфалтном путу Љиг—Горњи Милановац, између села Славковица и Горњи Бањани. Налази се на висини 600 м.н.в, име је добио по Душку Јовановићу, дугогодишњем председнику Планинарко Друштво Победа и иницијатору многих акција и манифестација.
Дом је зидани спратни објекат и један од највећих и најопремљенијих планинарских објеката у Србији. Има 70 лежајева у двокреветним и вишекреветним собама, спратне тоалете са тушевима, централно грејање, две трпезарије, застакљену терасу са телевизором. До дома се долази из Београда преко села Славковица. Из Горњег Милановца: од Милановца преко Такова, Берсића, Горњих Бранетића. Из Чачка: кроз кањон Чемернице, потом преко Леушића, Берсића, Горњих Бранетића.
Чланови Победе су око дома засадили шуму борова, ариша и брезе у којој се налази и споменик чувеној колубарској бици из Првог светског рата, која се одиграла на овим теренима. Дом је отворен преко целе године, а њиме управља ПСД „Победа” из Београда.